# Storia dell'Argentina
L'inizio della preistoria nell'attuale territorio della Repubblica Argentina si verifica con i primi insediamenti umani nell'estremo sud della Patagonia, circa 13 000 anni fa. Le prime civilizzazioni agro-ceramiche si stabilirono nel Nord-Est andino dal XVIII secolo a.C. Le prime narrazioni storiche furono registrate per mezzo di quipu dall'Impero Inca nella seconda metà del XV secolo.
La storia scritta di ciò che oggi è l'Argentina inizia con l'arrivo dei cronisti spagnoli nella spedizione di Juan Díaz de Solís nel 1516 al Río de la Plata, fatto che segna l'inizio della dominazione spagnola nella regione. Nel 1776 la corona spagnola crea il Vicereame del Río de la Plata, entità che riunisce diversi territori a partire dalla quale, con la Rivoluzione di Maggio del 1810, inizia un processo graduale di vari stati indipendenti, tra cui quello che portò il nome di Province Unite del Río de la Plata. Con la dichiarazione dell'indipendenza del 9 luglio del 1816 e con la Battaglia di Ayacucho del 9 dicembre 1824, conclusasi con la sconfitta militare dell'Impero spagnolo, si formalizzò quello che a partire dall'organizzazione come uno Stato federale nel 1853 si conosce oggi come Repubblica Argentina.

## Epoca precolombiana
Il territorio dove sorge l'attuale Argentina era relativamente poco popolato prima della colonizzazione europea. Le tribù diaghite della zona nord-occidentale vivevano ai confini dell'Impero Inca in espansione; i Guaraní vivevano più ad est presso i grandi fiumi; la regione del Chaco era popolata dalle etnie degli Qom'lek (o Toba), Wichì e Lule-Toconotè; nel centro (Regione Pampeana) vivevano gli Het o "pampas"; nelle Sierras Pampeanas di Córdoba i "Comechingones"; ad ovest, nella regione andina, vivevano gli Huarpe e i mapuche; nella Patagonia i patagoni (guenaken-ahoniken) e nella Terra del Fuoco i selknam ("ona"), yagan e mannekenk.

## L'era coloniale spagnola
Gli europei arrivarono nel 1502 grazie all'esploratore fiorentino Amerigo Vespucci e in seguito con Sebastiano Caboto. Il navigatore spagnolo Juan Díaz de Solís esplorò il territorio dell'attuale Argentina nel 1516. La Spagna stabilì una colonia nel sito di Buenos Aires nel 1580 come parte del Vicereame del Perù. Le prime colonie fondate in Argentina confinavano col territorio peruviano nell'allora estesa provincia di Tucumán.

## Nascita dello Stato-nazione (1806-1852)
Nel contesto delle Guerre napoleoniche, nel 1806 e 1807, le forze militari britanniche si impegnarono nelle cosiddette invasioni del Rio de la Plata, le quali furono respinte.
Fu creata una rottura con il diritto internazionale nella colonia spagnola, con la destituzione del viceré sostituito da uno eletto dalla popolazione locale e non designato del re di Spagna.
Gli echi della Rivoluzione francese e della Guerra d'indipendenza americana ispirarono idee liberali in America Latina.
La Rivoluzione di Maggio del 25 maggio 1810 diretta principalmente per Manuel Belgrano a Buenos Aires costituì il primo governo formato nella sua maggioranza da criollos nelle Province Unite del Río de la Plata.
Le campagne militari condotte dai generali José de San Martín e Simón Bolívar tra il 1814 e 1817, incrementarono le speranze di indipendenza che fu dichiarata finalmente a Tucumán il 9 luglio 1816. Lo Stato Argentino considera San Martín come il proprio maggior eroe militare della sua indipendenza, e gli rende onore con il titolo di "Padre della Patria"
Dopo aver sconfitto gli spagnoli, gli unitarios e i federales iniziarono un lungo conflitto per determinare il futuro della nazione. Nel 1820, con la battaglia di Cepeda iniziò un periodo di autonomie provinciali e guerre civili.
L'unione tra le province si conservò solo grazie ai cosiddetti "trattati interprovinciali".
Le guerre intestine tra le province, principalmente sorte a partire dalle città coloniali con un cabildo, si succedettero per più di quaranta anni.
I caudillos provinciali dominarono la scena politica a metà del XIX secolo e governarono i propri territori con eserciti privati.
Nel 1826, il Congresso nominò il primo presidente costituzionale Bernardino Rivadavia, di tendenze centraliste.
La perdita dell'attuale Uruguay in favore del Brasile, provocò le dimissioni di Rivadavia, sostituito da Manuel Dorrego, partitario dell'autonomia delle province, che risolse il conflitto con l'Impero Brasiliano riconoscendo l'indipendenza della Banda Oriental. Gli unitarios sollevati da Juan Lavalle fucilarono Dorrego. Questo fatto accese di nuovo la guerra civile tra unitari e federali.
Nel 1829 Juan Manuel de Rosas, federale, assume il governo della provincia di Buenos Aires, mantenendo al potere dal 1829 al 1832 e successivamente dal 1835 al 1852. Rosas fu infine destituito dopo una rivoluzione comandata dal generale Justo José de Urquiza, appoggiata da Uruguay e Brasile. Finalmente, nel 1853 fu approvata la Costituzione argentina, tranne per alcune modifiche, tuttora in vigore.

## Verso l'Argentina moderna (1853-1880)

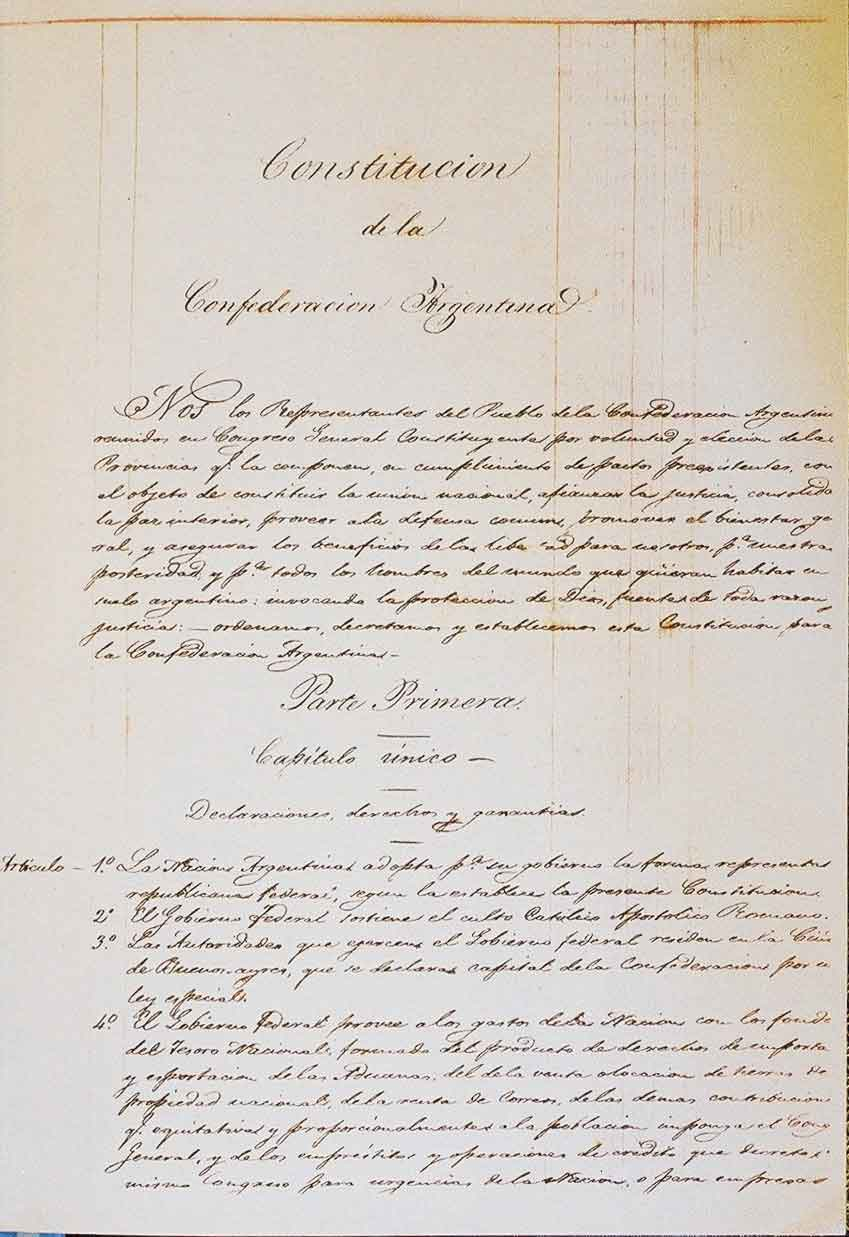
Manoscritto originale della Costituzione Nazionale Argentina, prima pagina

Con l'opposizione di Buenos Aires, de facto uno stato indipendente, Urquiza organizzò il Congreso Constituyente de Santa Fe (1852), che nell'anno seguente approvò una Costituzione di carattere repubblicano, rappresentativo e federale, elaborata secondo un modello di Juan Bautista Alberdi.
Urquiza fu proclamato presidente della Confederazione, sebbene sorgessero difficoltà tra le province e Buenos Aires; nel 1856 la popolazione ammontava circa a 1.830.000 abitanti, dei quali 71.000 italiani.
Proclamata la Costituzione, Santiago Derqui fu eletto presidente e Urquiza e Bartolomé Mitre furono nominati governatori di Entre Ríos e Buenos Aires.
Nuovi dissensi interni aprirono le ostilità e nella battaglia di Pavón (1861), Mitre sconfisse Urquiza, e fu quindi nominato presidente costituzionale per un periodo di sei anni; nel 1868 sarà seguito da Domingo Faustino Sarmiento. Nel 1865, l'Argentina si vide coinvolta in un conflitto che opponeva il Paraguay al Brasile. Mitre si unì con le truppe brasiliane e uruguaiane e questi tre eserciti sconfissero il maresciallo paraguaiano Francisco Solano López (1870).
Nel 1871 una proposta di legge tendente a creare una nuova capitale nel centro esatto del paese, in modo da superare le divergenze tra le varie provincie, prevedeva di realizzare una nuova città denominata "Rivadavia" nel territorio della Provincia di Cordoba, sul Rio Tercero, comprendente le città di Villa María e Villa Nueva. Approvata dal Senato, la proposta venne bocciata alla Camera.
A Sarmiento successe Nicolás Avellaneda (1874), che si impegnò a conquistare i territori ancora controllati dagli indigeni.
Durante il decennio successivo, il generale Julio Argentino Roca impose l'autorità del governo nazionale sulle pampas sconfiggendo le popolazioni indigene a cui appartenevano tali territori nella cosiddetta Campagna del Deserto; nel 1884, quando finì questo sterminio, gli indigeni erano ridotti a 30.000 unità. Il 20 settembre del 1880, il Congreso Nacional dichiarò Buenos Aires capitale della Repubblica.

## La Repubblica Conservatrice (1880-1916)
Si succedettero alla presidenza Julio A. Roca (1880), quindi Miguel Juárez Celman (1886), che si dimise nel 1890 in conseguenza della rivoluzione, soffocata, guidata da Leandro N. Alem.
Lo sostituì il vicepresidente Carlos Pellegrini. Dopo di lui salirono al potere Luis Sáenz Peña (1892), José Evaristo Uriburu (1895), Julio Argentino Roca (1898), Manuel Quintana (1904), José Figueroa Alcorta (1906), Roque Sáenz Peña (1910), Victorino de la Plaza (1914).
Due novità diedero slancio alla creazione della moderna nazione argentina alla fine del XIX secolo: l'introduzione di tecniche moderne in agricoltura e l'integrazione dell'Argentina nell'economia mondiale. Gli investimenti stranieri e l'immigrazione europea diedero impulso a questa rivoluzione economica.
Gli investimenti, principalmente provenienti dal Regno Unito, furono destinati a aree come lo sviluppo ferroviario e portuale.
Gli immigrati che lavoravano per sviluppare le risorse dell'Argentina — specialmente nelle pampas occidentali — arrivarono da tutta l'Europa, così come dagli Stati Uniti d'America. Tra gli anni 1880 e 1929 l'Argentina raggiunse una grande prosperità economica.
L'economia fu orientata sempre più all'esportazione di materie prime e all'importazione di prodotti manifatturieri.
Il governo di Roca e quelli che seguirono furono allineati con gli oligarchi argentini, specialmente fino al 1916, quando la legge Sáenz Peña sul suffragio universale maschile permise il trionfo elettorale dei suoi rivali tradizionali, i radicali, guidati da Hipólito Yrigoyen. I radicali, che avevano guidato diversi tentativi rivoluzionari contro il regime fallace e miscredente e che avevano propagandato l'astensione per combattere le frodi elettorali, aprirono le porte alla classe media argentina in espansione.

### Il Centenario
All'inizio del XX secolo l'Argentina mostrava una economia in crescita, prospera e moderna, sebbene con grandi disuguaglianze regionali e sociali.
Nel 1910 cadeva il centesimo anniversario della Revolución de Mayo, passo iniziale per l'indipendenza.
Il governo argentino, presieduto da José Figueroa Alcorta, decise quindi di organizzare le festività del Centenario, come un avvenimento internazionale al quale avrebbero partecipato personalità da tutto il mondo.
Arrivarono a Buenos Aires la Infanta Isabella di Borbone-Spagna, il presidente del Cile Pedro Montt e rappresentanti di numerosi paesi. I presidenti di Bolivia e Brasile erano assenti a causa delle cattive relazioni diplomatiche che intercorrevano con l'Argentina.
Buenos Aires fu al centro dei festeggiamenti. Si succedettero diverse cerimonie organizzate dal governo e private, con la partecipazione del mondo della cultura, di militari, studenti e comunità di origine straniera.
Si tennero sfilate militari, manifestazioni civiche, una rappresentazione di gala nel Teatro Colón. Monumenti furono eretti e si ricominciò l'edificazione del Congresso e della Corte Suprema.
Si organizzarono conferenze internazionali e un'esposizione di belle arti. Molti giornali pubblicarono sezioni speciali dedicate all'evento, tra le quali la più importante fu quella del quotidiano La Nación.
Il 25 maggio, all'alba, un corteo di studenti si diresse al Río de la Plata per vedere il sorgere del sole. La mattina dopo, in Plaza de Mayo si collocò la prima pietra del monumento alla Rivoluzione di maggio e nella Plaza de los dos Congresos ci fu una riunione di studenti. Alle tre del pomeriggio ci fu una sfilata militare.
Naturalmente, parallelamente ai festeggiamenti, i sindacati espressero il proprio scontento per la situazione di disuguaglianza sociale ed economica. La CORA e la FORA, dirette dalle correnti socialista, sindacalista rivoluzionaria e anarchica, misero in atto manifestazioni di protesta e minacciarono di indire uno sciopero generale. Chiedevano l'abrogazione della Ley de Residencia, che consentiva al governo di espellere gli stranieri senza un giusto processo.
Il governo impose lo stato di assedio e la polizia represse i manifestanti. I partiti operai si frammentarono e lo sciopero non si concretizzò.
Per la classe alta, l'atto del Centenario fu una dimostrazione del potere e della grandezza che durerà attraverso gli anni.

## Il radicalismo al potere (1916-1930)

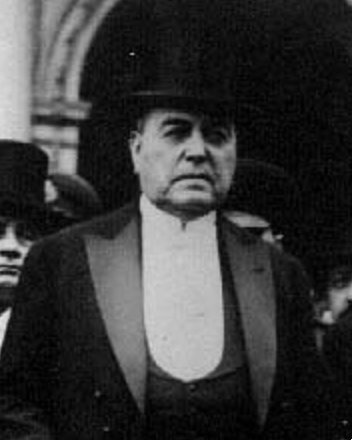
Hipólito Yrigoyen è il primo presidente argentino eletto con voto segreto

Con l'arrivo al potere, il radicalismo presentò, più che un programma di governo, una dichiarazione di principi: la Causa contro il Regime, la Riparazione Storica, il recupero dell'etica, il rispetto del Federalismo.
Tra i punti focali della dottrina radicale si trovava il concetto della "causa contro il Regime".
"La causa" era la causa radicale, e le sue idee erano l'onore del paese, la purezza del suffragio, la riorganizzazione del paese, la democrazia, e il rispetto della Costituzione e delle leggi.
"Il regime" era il governo del Partido Autonomista Nacional (PAN).
Un altro punto della dottrina radicale era la "riparazione storica". Essa predicava che il governo radicale non venisse a vendicare i danni fatti dal governo del PAN, ma a sanarli, a ripararli.
Senza dubbio, il radicalismo propose cose molto vaghe, ideali molto alti e difficili da raggiungere, realizzando poche azioni concrete.

### Il primo governo Hipólito Yrigoyen (1916-1922)
Nel 1916 Hipólito Yrigoyen assunse la presidenza della nazione, grazie alla Legge Sáenz Peña, che stabiliva il suffragio segreto e universale maschile. Con la prima presidenza di Yrigoyen si inizia un periodo della storia argentina conosciuto come "tappa radicale", che va dal 1916 al 1930 (anno del primo colpo di Stato). Durante questo periodo, si privilegiò un settore che era stato completamente dimenticato dal Partido Autonomista Nacional (PAN): il ceto medio.
Tra le azioni di governo più importanti di Yrigoyen troviamo la creazione della Yacimientos Petrolíferos Fiscales (YPF), la riforma universitaria e la creazione della Marina Mercantile Nazionale.

### Il governo di Marcelo T. de Alvear (1922-1928)

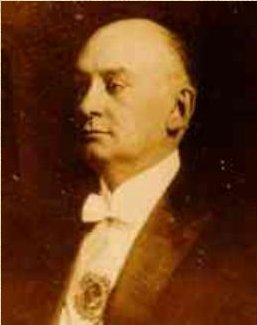
Marcelo Torcuato de Alvear

Le elezioni presidenziali ebbero luogo il 2 aprile del 1922. La Unión Cívica Radical ottenne 450'000 voti; la Concentración Nacional (conservatori) raggiunse le 200'000 preferenze; il Partido Socialista ebbe 75'000 consensi; il Partido Demócrata Progresista arrivò a 75'000 voti.
Marcelo Torcuato de Alvear condusse una presidenza nettamente differente da quella di Hipólito Yrigoyen, sia come stile che contenuto.
Le politiche di trasformazione economica, politica e sociale che avevano caratterizzato il governo di Yrigoyen, risultarono attenuate, qualora non direttamente sovvertite, come nel caso della riforma universitaria, o quando il Alvear oppose il veto al progetto di legge che estendeva il diritto alla pensione ad ampi settori di lavoratori, cosa che lo mise a confronto con il movimento sindacale.
Fu tuttavia il governo di Alvear che inviò al Congresso il progetto di legge della nazionalizzazione del petrolio, sebbene mai approvato.
Queste differenze portarono ad un confronto tra Alvear e Yrigoyen, creando una profonda divisione interna alla UCR tra personalisti o yrigoyenisti e anti-personalisti, a seconda che appoggiassero o meno Hipólito Yrigoyen. Ognuno dei settori radicali presenterà candidati diversi per la carica di presidente.
I radicali antipersonalisti presentarono come presidente Leopoldo Melo (insieme a Vicente Gallo) e i radicali personalisti presentarono Hipólito Yrigoyen (insieme a Francisco Beiró).
Il 1º aprile 1928 si tennero le elezioni. Il risultato fu:
- Radicali personalisti (Yrigoyen): 840.000 voti
- Radicali anti-personalisti (Melo): 440.000 voti
- Socialisti (Justo): 65.000 voti

### Il secondo governo di Hipólito Yrigoyen (1928-1930)
Il nuovo governo entrò in carica il 12 ottobre del 1928. Nel 1929 ebbe luogo la Grande depressione. Il radicalismo con Yrigoyen non seppe rispondere alla crisi.
La divisione e gli scontri tra i settori interni del radicalismo generò un livello di violenza politica inedito dalla fine delle guerre civili e compromise la legittimità del governo.
Yrigoyen ordinò di intervenire nelle province di Mendoza e San Juan, governate da movimenti radicali dissidenti come il lencinismo nella prima e il bloquismo nella seconda. Alla fine un teppista yrigoyenista assassinò il senatore mendocino Carlos Washington Lencinas. Il crimine generò stupore nel paese. Dopo un mese, ci fu un attentato anarchico contro Yrigoyen fuori della sua abitazione privata. Nell'anno 1930 ci fu un altro assassinio in una provincia in cui il governo era intervenuto, quello dell'avvocato bloquista Manuel Ignacio Castellano.
Il 2 marzo si tennero le elezioni parlamentari e il radicalismo perse fragorosamente nella città di Buenos Aires, dove il Partido Socialista Independiente ottenne 100.000 voti, seguito dal Partido Socialista originale con 84.000, superando di mille voti i radicali. In tutto il paese il radicalismo personalista ottenne 655.000 voti, superati dall'opposizione, che raggiunse i 695.000 (Luna,349).

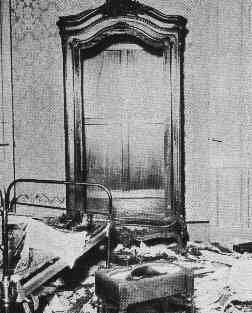
Manifestanti saccheggiano la casa di Yrigoyen

In piena crisi economica e politica quando ancora mancavano quattro anni alle elezioni presidenziali, la debolezza del governo di Yrigoyen divenne critica.
Il radicalismo era completamente diviso e il governo non aveva dialogo con l'opposizione.
Il fatto più importante e duraturo del secondo governo di Yrigoyen fu la decisione presa il 1º agosto da parte del YPF di intervenire nel mercato petrolifero, per fissare il prezzo e rompere i cartelli. Il colpo di Stato avvenne appena 37 giorni dopo, fatto che ha portato vari storici a collegare, almeno parzialmente, il golpe con la decisione della YPF.
Il 6 settembre 1930 il generale José Félix Uriburu rovescia il governo costituzionale, iniziando una serie di colpi di stato e governi militari che durerà fino al 1983, interrompendo tutti i governi eletti dal voto popolare.

## LaDécada Infame
I tredici anni successivi furono dominati dalle conseguenze del colpo di Stato del generale José Félix Uriburu. Durò poco al potere, fu rimpiazzato da Agustín Pedro Justo, che si mantenne al potere fino al 1937. Sotto l'aspetto economico, i paesi del mondo si chiusero in un protezionismo impenetrabile.
L'Inghilterra annunciò nella "Convenzione di Ottawa" che avrebbe dato vantaggi doganali alle sue colonie.
Data la sua grande dipendenza, l'Argentina firmò il patto Roca-Runciman con l'Inghilterra nel 1933, cedendo così il settore ferroviario in cambio di un trattamento di favore per le carni argentine.
In questo periodo la Unión Cívica Radical, condotta da Marcelo Torcuato de Alvear, fu sistematicamente esclusa dal governo mediante l'uso esplicito della frode elettorale e della repressione.
All'interno del radicalismo apparvero forti correnti nazionaliste yrigoyeniste che si espressero nella fondazione dell'influente gruppo FORJA (Fuerza de Orientación Radical de la Joven Argentina), e nei primi nuclei dell'intransigenza radicale, che condurrà la UCR nel decennio successivo e che allora iniziava a fare gruppo intorno Amadeo Sabattini, governatore di Córdoba (1936-1940).
Da parte sua, il Partido Socialista e soprattutto il suo alleato Partido Demócrata Progresista, guidato da Lisandro de la Torre, denunciarono al Congresso i diversi atti di corruzione in beneficio di una élite compiuti dal regime, che causarono persino l'assassinio del senatore Enzo Bordabehere all'interno del Senato.
In questo periodo, (1930-1943) il movimento operaio argentino si organizzò nella Confederación General del Trabajo (CGT), sindacato di attivista e con idee nazionaliste, con relazioni con i partiti politici popolari.
Nel 1939, quando iniziò la seconda guerra mondiale, l'Argentina era governata da Roberto Ortiz, un radicale "antipersonalista", che aveva firmato un patto di pace con Paraguay e Bolivia, che si erano affrontati negli anni precedenti nella cosiddetta Guerra del Chaco. Questa politica pacifica e di non belligeranza si mantenne fino al 1942. Fino ad allora, l'Argentina mantenne una politica neutrale, senza nessun tipo di intervento.
Curiosamente, nel dicembre 1939, vicino alle coste di Buenos Aires si inabissò la corazzata tedesca Admiral Graf Spee, inseguito da tre scafi inglesi e con alcuni danni all'imbarcazione.
Castillo occupò la presidenza dal 1942 al 1943, quando fu rovesciato. Questo periodo si caratterizzò per l'inizio del nuovo modello economico chiamato ISI (Industrialización por Sustitución de Importaciones). Si formò la Unión de Industriales Argentinos (UIA) che riuscì ad ottenere maggiori poteri con lo sviluppo dell'industria favorito dal governo.

## Il peronismo (1944-1955)

### Antecedenti: la Rivoluzione del giugno 1943 (1943-1946)
Il decennio infame terminò con il colpo di Stato militare denominato Rivoluzione del '43 svoltosi il 4 giugno di quell'anno, da parte del GOU (Grupo de Oficiales Unidos), giovani militari di tendenze filofasciste, anticomuniste e ultracattoliche. Il golpe fu condotto dal generale Arturo Rawson, che immediatamente fu rimpiazzato dal generale Pedro Pablo Ramírez. 
La politica argentina nel 1943 cominciò a dare segni di appoggio alla Germania, che iniziava ad essere sconfitta in Europa, ma era rifornita da materie prime di origine argentina.
Questi aiuti però terminarono all'inizio del 1944 quando il governo di Pedro Pablo Ramírez, ruppe le relazioni diplomatiche con la Germania e il Giappone che stavano perdendo in Europa e nel Pacifico. Questo causò nel febbraio 1944 un golpe interno guidato dal Gruppo Ufficiali Uniti che aveva tra i leader l'allora colonnello Juan Domingo Perón, segretario di stato del Dipartimento del Lavoro, che divenne e più avanti Ministro della Guerra e vicepresidente nel governo del generale Edelmiro Farrell. 
Verso la fine del conflitto, nel 1945, l'Argentina dichiarò guerra alla Germania.
Molti sostengono che l'Argentina ricevette esponenti nazisti che fuggirono dall'Europa. Tra gli altri, Adolf Eichmann (che si trasferì in Argentina e lì fu catturato 1960), Josef Mengele (che però non venne mai trovato, e morì in Brasile, sepolto sotto falso nome) e Erich Priebke (che fu arrestato a San Carlos de Bariloche nel 1995).
Farrell, assumendo dal 1945 una politica di avvicinamento agli Stati Uniti d'America, tentò di delimitare la politica economica portata avanti da Perón con l'appoggio dei sindacati, arrestandolo nell'ottobre di quell'anno e portandolo, in qualità di prigioniero, presso l'isola di Martín García.
Si può datare la nascita del movimento peronista al 17 ottobre del 1945 quando delle sommosse popolari organizzare dalla CGT e dirette dai socialisti José Domenech e Ángel Borlenghi ottennero la liberazione di Juan Domingo Perón, con Farrell che fece un rimpasto di governo, con uomini vicini ad entrambi.

### Il primo governo Perón (1946-1952)

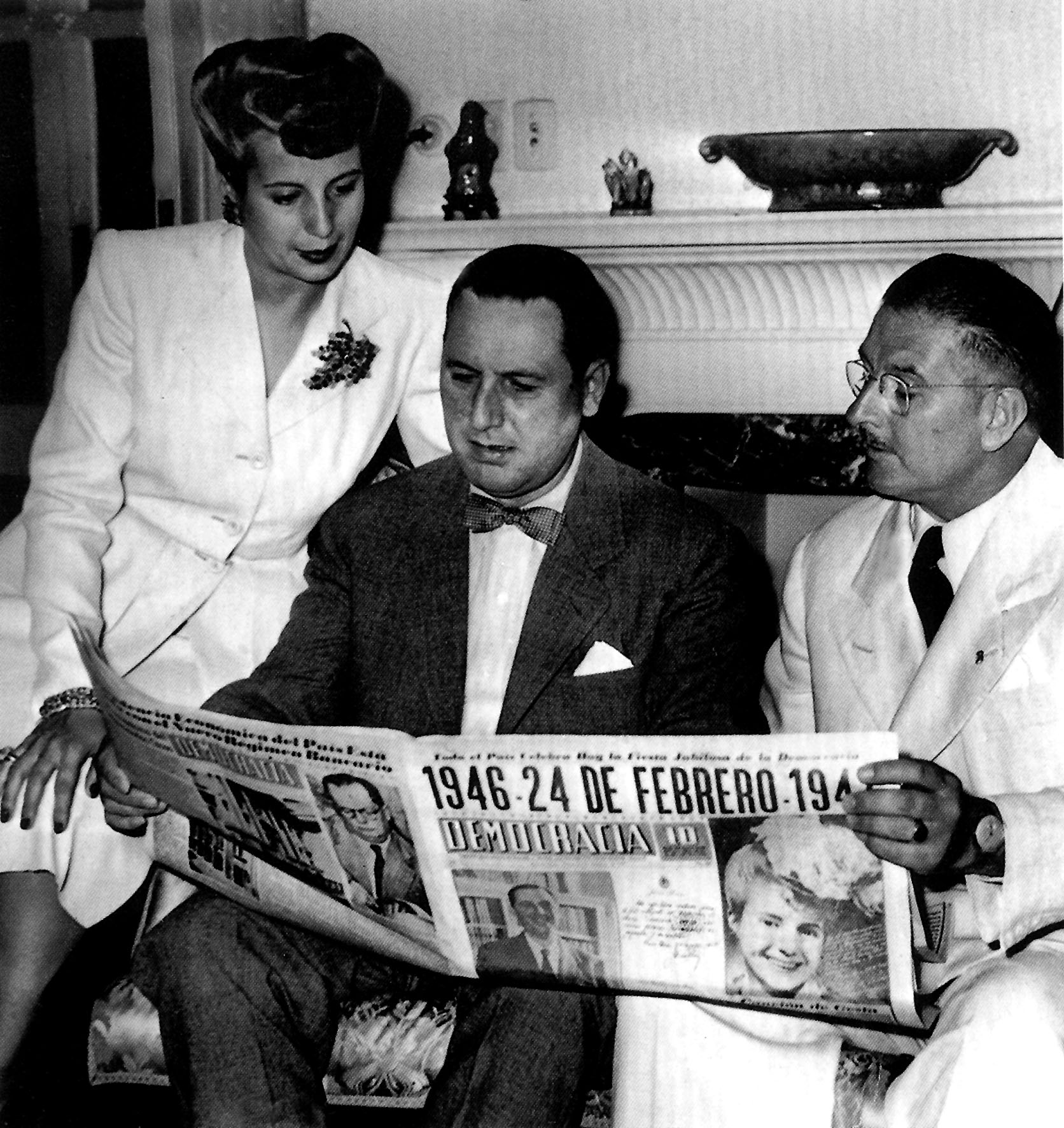
Eva Peron con il marito e il ministro del lavoro Domingo Mercante l'indomani delle elezioni

Nelle elezioni del febbraio 1946 Perón si presentò come unico candidato del Partido Laborista, portando come vicepresidente Hortensio Quijano, un radicale della dissidente Unión Cívica Radical Junta Renovadora.
Le elezioni polarizzarono il paese: da una parte il peronismo, i sindacalisti della CGT e gruppi yrigoyenisti del radicalismo, U. C. R. Junta Renovadora o FORJA (dove si trovavano personalità come Arturo Jauretche, Raúl Scalabrini Ortiz, etc.), e dei conservatori delle province dell'interno del paese; dall'altra parte, la Unión Democrática che contava con la partecipazione della Unión Cívica Radical e i partiti Socialista e Demócrata Progresista e l'appoggio del Partido Comunista, i conservatori della Provincia di Buenos Aires e l'ambasciatore degli Stati Uniti, Spruille Braden. Nelle elezioni trionfò Perón, con il 56% dei voti.
Dopo avere assunto la presidenza, Perón inizia rapidamente a consolidare il suo potere.
In politica interna, dissolve il Partido Laborista e lo integra nel nuovo Partito Peronista (chiamato brevemente Partido Único de la Revolución), che conterà con tre diramazioni: quella sindacale (la CGT, unica associazione sindacale permessa), quella política e, a partire dal 1952, quando fu concesso il voto alle donne, quella femminile. Più tardi si considererà la Juventud Peronista come quarta diramazione del movimento.
Si procedette alla rimozione, attraverso processi politici, dei membri della Corte Suprema de Justicia e nel 1949 si convocarono le elezioni per l'Assemblea Costituente che elaborò una nuova costituzione secondo i principi del peronismo.
Il governo peronista fu particolarmente duro con l'opposizione politica e sindacale, dei quali molti dirigenti furono arrestati (nonostante fossero parlamentari, come nel caso di Ricardo Balbín).
Nelle università nazionali si rimossero i professori dissidenti e si propagandò la CGU (Confederación General Universitaria) come rappresentante degli studenti in opposizione alla maggioritaria FUA (Federación Universitaria Argentina). Secondo lo stesso criterio, si creò la UES (Unión de Estudiantes Secundarios). A partire dal 1950, la situazione economica iniziò a deteriorarsi. Nonostante ciò, Perón tornò a trionfare nelle elezioni del 1952.

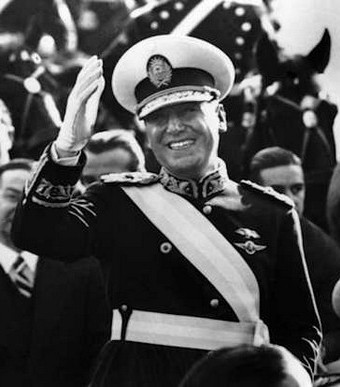
Juan Domingo Perón con la fascia presidenziale

### Il secondo governo Perón (1952-1955)
Nel 1949, Perón riformò la Costituzione del 1853, in modo che potesse essere rieletto nel 1951. In quell'anno, Evita Perón tentò di essere nominata alla presidenza di quello che sarebbe stato il secondo mandato presidenziale di Perón. Sebbene contasse sull'appoggio della Confederación General del Trabajo Argentina (CGT), l'opposizione militare la condusse alla sua celebre rinuncia in un atto pubblico davanti alla folla nella "Avenida 9 de julio", a Buenos Aires. Evita morì di cancro all'utero all'età di 33 anni nel 1952. Il suo corpo fu imbalsamato e mantenuto in esposizione finché un golpe militare non espulse suo marito dal potere nel 1955. Clandestinamente, il cadavere fu inviato in Italia e fu sepolto a Milano sotto falsa identità. Nel 1972 fu restituito al marito. Riposa attualmente nel cimitero della Recoleta a Buenos Aires.

#### Il Welfare state e l'Economia del primo peronismo
L'arrivo del peronismo al potere avvenne nell'immediato dopoguerra, in un momento di debolezza economica di una Europa in rovina e di forte egemonia che assunsero gli Stati Uniti nell'Emisfero Occidentale.
In questo scenario, l'Argentina si trovava per la prima volta nella sua storia nella posizione di creditore dei paesi più importanti, grazie alle esportazioni di carni e grano alle potenze belligeranti. Il principale debitore era il Regno Unito, che di fronte all'emergenza dichiarò la sua insolvenza, bloccando la disponibilità di quelle somme.
Il governo peronista utilizzò quei crediti per acquisire imprese di servizi pubblici a capitale britannico, che comunque i rispettivi proprietari desideravano cedere in quanto non erano in condizione di continuare a investire.
La prosperità economica dell'Argentina continuava, sospinta dal crescente mercato che si era formato grazie al calo delle importazioni provenienti dai paesi in guerra. Questo permise al governo di applicare una vasta politica di benessere che includeva la messa in pratica di nuovi diritti sociali, come periodi di vacanza e riposo, piani abitativi, investimenti in salute ed educazione, etc.
Dal momento che tutti questi benefici venivano ampiamente pubblicizzati e capitalizzati dalla figura di Perón e di sua moglie, che gestiva una fondazione di assistenza sociale chiamata Fondazione Eva Perón finanziata soprattutto con fondi pubblici e donazioni di imprenditori (generalmente di carattere forzoso); anche le nazionalizzazioni e statalizzazioni dei servizi pubblici, come le ferrovie britanniche, erano proclamati come conquiste di sovranità e indipendenza economica.
Senza dubbio, il tempo evidenziò che il modello economico non era sostenibile, giacché i fondi si versavano quasi interamente alla distribuzione di benefici diretti per i lavoratori, tralasciando i nuovi investimenti e la crescita della produzione.
Il contesto mondiale smise di essere favorevole, giacché gli Stati Uniti con il Piano Marshall collocarono le loro eccedenze agricole in Europa, limitando l'accesso al mercato dei prodotti alimentari argentini.
A partire dal 1950, la situazione economica iniziò a peggiorare e un nuovo ministro dell'economia, Alfredo Gómez Morales, applicó misure di stile più ortodosso, come il taglio della spesa pubblica.
Perón, che aveva dichiarato in un'occasione che si sarebbe "tagliato le mani" prima di indebitare la nazione compromettendo la sua indipendenza economica, contrasse alla fine un prestito con la Banca Mondiale e firmò contratti di sfruttamento petrolifero con le compagnie nordamericane.
In questo scenario il governo comincia ad avere difficoltà politiche; un golpe militare (Revolución Libertadora) guidato da Eduardo Lonardi lo fece cadere nel 1955. Perón dovette andare in esilio e si stabilì in Spagna. Anche dall'esilio, continuò ad essere molto popolare tra gli argentini.

## Dal '55 al '76: violenza, instabilità e conflitti
Durante gli anni sessanta e settanta, tutti i governi eletti furono rovesciati da golpe militari. Il conflitto sociale e la violenza politica crebbero di intensità. Paradossalmente l'economia registrò i più alti indici di crescita del mondo (Gerchunoff et al).
A partire dalla seconda metà degli anni sessanta, si aggravarono i problemi sociali, e cominciò la guerriglia dell'Ejército Revolucionario del Pueblo (ERP), dei Montoneros e altre organizzazioni armate. Nel 1972 Perón torna nel paese. Il chiaro trionfo del peronismo nelle elezioni del 1973 fu compromesso dalla morte di Perón l'anno successivo. Il paese era diretto verso una tragedia.

### LaRevolución Libertadora(1955-1958)
Nel 1955 le Forze Armate, con un golpe sotto il comando del generale Eduardo Lonardi, rovesciarono Perón e stabilirono la cosiddetta Revolución Libertadora. La Marina Militare bombardò la Casa Rosada tentando di uccidere il presidente. Il 18 giugno Perón è costretto a fuggire in esilio prima in Paraguay e poi nella Spagna di Franco.
Pochi giorni dopo, il generale Pedro Eugenio Aramburu rimpiazzò Lonardi, assunse la presidenza e abrogò la costituzione riformata nel 1949.
Il governo militare fu affiancato da una Junta Consultiva Nacional, formata da tutti i partiti politici con eccezione di quelli che appoggiavano il peronismo o il comunismo, messi al bando.
Aramburu soppresse nel sangue una rivolta peronista nel giugno 1956, giustiziando 38 peronisti ed eseguendo migliaia di arresti.
Nel 1957 si celebrarono delle elezioni per riformare la Costituzione, con il partito peronista proscritto, a cui fu vietato di presentarsi. La Unión Cívica Radical del Pueblo, diretta da Ricardo Balbín, ottenne il maggior numero di voti validi, sebbene la quantità di voti in bianco dell'elettorato peronista fu lievemente superiore.
La Unión Cívica Radical Intransigente, diretta da Arturo Frondizi, sostenne che l'abrogazione della Costituzione e la convocazione di una Convenzione Costituente con la proscrizione del peronismo erano atti illegali, e abbandonò l'Assemblea costituente del '57.
L'Assemblea Costituente convalidò l'abrogazione delle riforme costituzionali del 1949, ristabilì la costituzione del 1853 e aggiunse l'articolo 14 bis, sulla protezione del lavoro.

### Presidenza di Frondizi (1958-1962)

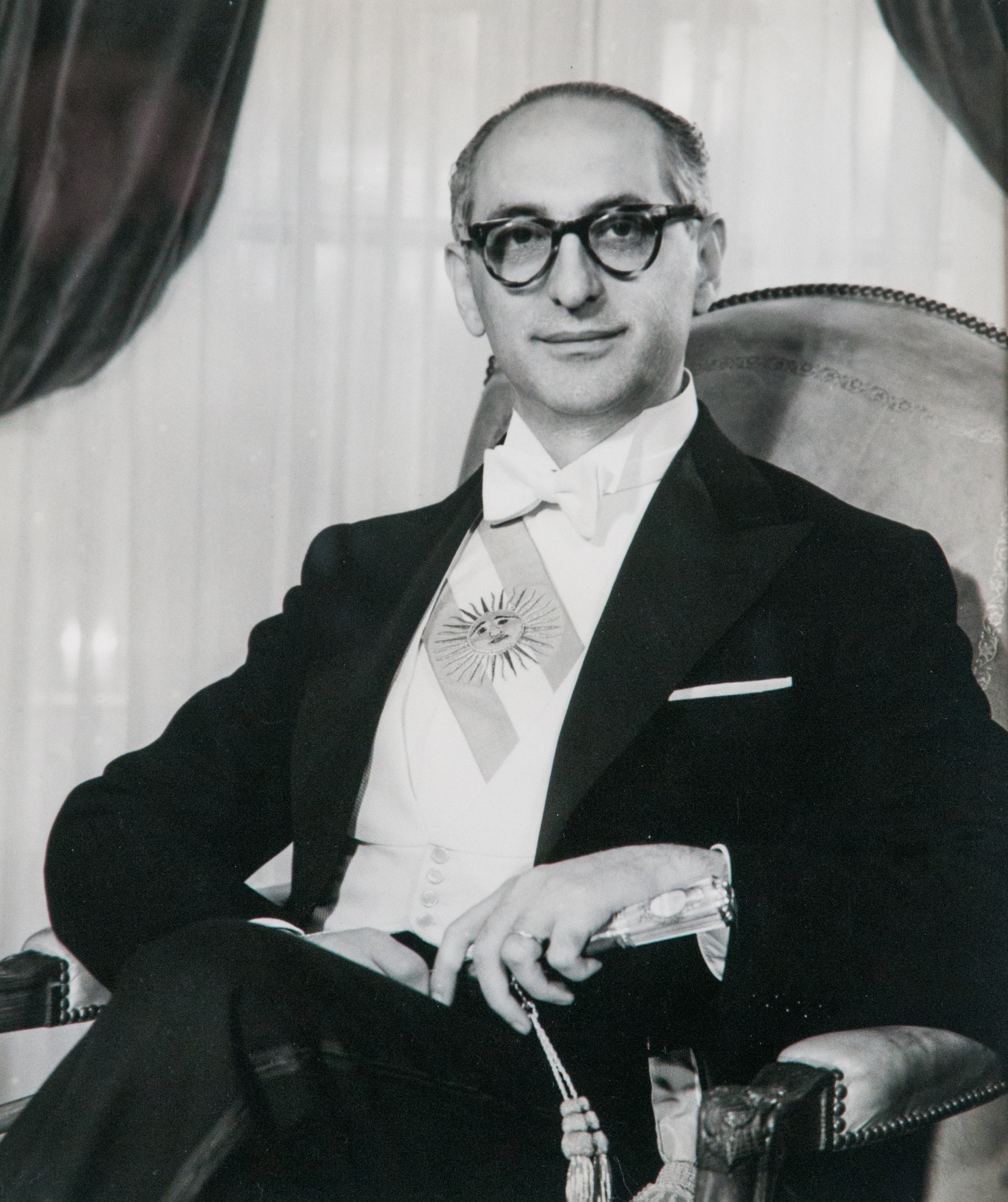
Arturo Frondizi

Nel 1958 Arturo Frondizi, della Unión Cívica Radical Intransigente con un progetto di sviluppo desarrollista vinse le elezioni presidenziali del 1958 con l'appoggio del peronismo, dichiarato illegale dai militari a quel tempo.

### Golpe militare e presidenza di Guido (1962-1964)
Il governo di Frondizi fu rovesciato nel 1962 da un golpe militare, dopo che il peronismo ebbe trionfato in una serie di elezioni provinciali.
Approfittando della confusione della Corte Suprema designò come nuovo presidente della Nazione José María Guido, in quel momento presidente provvisorio del Senato, che successivamente fu convalidato dalla Giunta dei Comandanti.

### La presidenza di Illia (1963-1966)
Il 7 luglio del 1963, si realizzano nuove elezioni presidenziali, con la proscrizione del peronismo. Trionfò Arturo Umberto Illia, candidato della Unión Cívica Radical del Pueblo.
I risultati furono:
- Unión Cívica Radical del Pueblo (Arturo Illia - Carlos Perette): 2.440.536 voti
- Unión Cívica Radical Intransigente (Oscar Alende - Celestino Gelsi): 1.592.872 voti
- Unión del Pueblo Adelante (General Pedro Eugenio Aramburu - Horacio Thedy): 726.663 voti
- Schede bianche: 1.694.718

Nel Colegio Electoral, la lista guidata da Arturo Illia ottenne 270 voti su 476 elettori il 31 luglio 1963.
Arturo Illia formò il suo gabinetto ministeriale con: Juan Palmero come Ministro degli Interni, Miguel Angel Zavala Ortiz come Ministro delle Relazioni Esterne, Leopoldo Suárez come Ministro della Difesa, Eugenio Blanco come Ministro dell'Economia, Carlos Alconada Aramburú come Ministro di Educazione e Giustizia, Miguel Ferrando come Ministro di Opere e Servizi Pubblici, Arturo Oñativia come Ministro della Salute Pubblica e Fernando Solá come Ministro del Lavoro e della Sicurezza. Durante il suo governo si incorporò Juan Carlos Pugliese, come Ministro dell'Economia, dopo la morte di Eugenio Blanco.

#### Gestione del governo
Arturo Illia iniziò il suo mandato il 12 ottobre del 1963.
Il suo primo atto di governo fu quello di eliminare le restrizioni contro il peronismo.
Dalla Revolución Libertadora le manifestazioni di questo partito erano proibite per il Decreto 4161/56. Cinque giorni dopo che Illia assumesse la carica, si realizzò un atto commemorativo per il 17 ottobre 1945 (il cosiddetto Día de la Lealtad, quando migliaia di persone manifestarono per chiedere la liberazione di Perón) in Plaza Miserere, senza nessuna limitazione.
Nella stessa direzione si rimossero le restrizioni elettorali, permettendo la partecipazione del peronismo ai comizi dell'anno 1965. Si rimosse anche il divieto che pesava sul Partido Comunista e si approvarono provvedimenti contro la discriminazione e la violenza razziale.
Legge del salario minimo, vitale e mobile
Il 15 giugno del 1964 venne pubblicata sulla Gazzetta Ufficiale la Legge 16.459, del salario minimo, vitale e mobile, previa la costituzione del Consiglio del Salario, formato da rappresentanti del Governo, impresari e sindacati.
Tra gli obiettivi del progetto figuravano la necessità di "evitare lo sfruttamento dei lavoratori in quei settori dove può esistere un eccesso di manodopera", "assicurare una entrata minima adeguata" e "migliorare il salario dei lavoratori più poveri".
Come integrazione, e con gli stessi obiettivi, si promosse la Ley de Abastecimiento (Legge di approvvigionamento), destinata a controllare i prezzi del paniere familiare e la fissazione di livelli minimi di pensioni e indennità.
La politica petrolifera

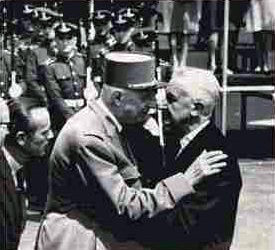
Arturo Illia riceve il presidente francese Charles de Gaulle. (Foto pubblicata nel Clarín il 4 ottobre 1964)

Arturo Frondizi aveva iniziato con il suo governo una politica di sfruttamento petrolifera basata sulla concessione dei giacimenti a imprese private, riservando alla impresa statale Yacimientos Petrolíferos Fiscales (YPF) l'attività di esplorazione e acquisto della produzione a imprese concessionarie.
Alle obiezioni di carattere economico e commerciale (come il trasferimento del rischio imprenditoriale alla YPF che doveva realizzare gli investimenti in nuove esplorazioni, o l'aumento del prezzo dei combustibili), la piattaforma elettorale di Illia rispondeva che la politica delle concessioni era contraria agli interessi nazionali, impegnandosi ad annullare i contratti di concessione.
Il 15 novembre del 1963 Illia firmò i Decreti 744/63 e 745/63 che annullavano questi contratti per "vizi di illegittimità e per essere pregiudizievoli ai diritti e agli interessi della Nazione".
L'istruzione
Durante la sua gestione, l'istruzione ebbe un peso significativo nel bilancio nazionale. Nel 1963, la sua partecipazione era del 12%, nel 1964 del 17% e nel 1965 del 23%.
Il 5 novembre del 1964 si mise in marcia il Plan Nacional de Alfabetización (Piano nazionale di alfabetizzazione), con l'obiettivo di diminuire il tasso di analfabetismo che all'epoca si stimava in poco più del 10% della popolazione adulta. Nel giugno del 1965 il Programma contava 12 500 centri di alfabetizzazione e la sua missione raggiungeva trecentocinquantamila alunni da diciotto a ottantacinque anni d'età.
La legge dei medicinali
La Legge 16.462, chiamata anche Ley Oñativia in riferimento al Ministro della Salute Arturo Oñativia, fu emanata 28 de agosto del 1964. Stabiliva una politica di prezzi e controllo dei medicinali, congelando i prezzi a quelli vigenti alla fine del 1963, fissando limiti per le spese pubblicitarie, imponendo limiti alla possibilità di effettuare pagamenti all'estero con finalità di cessione di diritti economici o di acquisto di rifornimenti.
La regolamentazione della Legge con il Decreto 3042/65 fissava inoltre l'obbligo per le imprese di presentare, mediante dichiarazione giurata, una analisi dei costi e di formalizzare tutti i contratti esistenti.
Sostenitori, oppositori e osservatori imparziali concordano nel dire che questa politica ebbe un peso decisivo nel processo politico culminato con la caduta del Presidente Arturo Illia per mano di un golpe militare.
Politica economica
In materia economica, il governo di Arturo Illia ebbe una politica di riorganizzazione del settore pubblico, di diminuzione del debito pubblico, di impulso alla industrializzazione. Si creò la Sindicatura de Empresas del Estado, per un controllo più efficace delle imprese pubbliche.
L'evoluzione del Prodotto Interno Lordo durante questo periodo fu del -2,4% nel 1963, del 10,3% nel 1964 e del 9,1% nel 1965. L'evoluzione del Prodotto Industriale Lordo fu del -4,1% nel 1963, del 18,9% nel 1964 e del 13,8% nel 1965. Il debito estero diminuì da 3400 milioni di dollari a 2600 milioni.
Il salario reale orario crebbe tra dicembre 1963 e dicembre del 1964 del 9,6%. La disoccupazione passò dall'8,8% del 1963 al 5,2% del 1966.

### Il Golpe del 1966

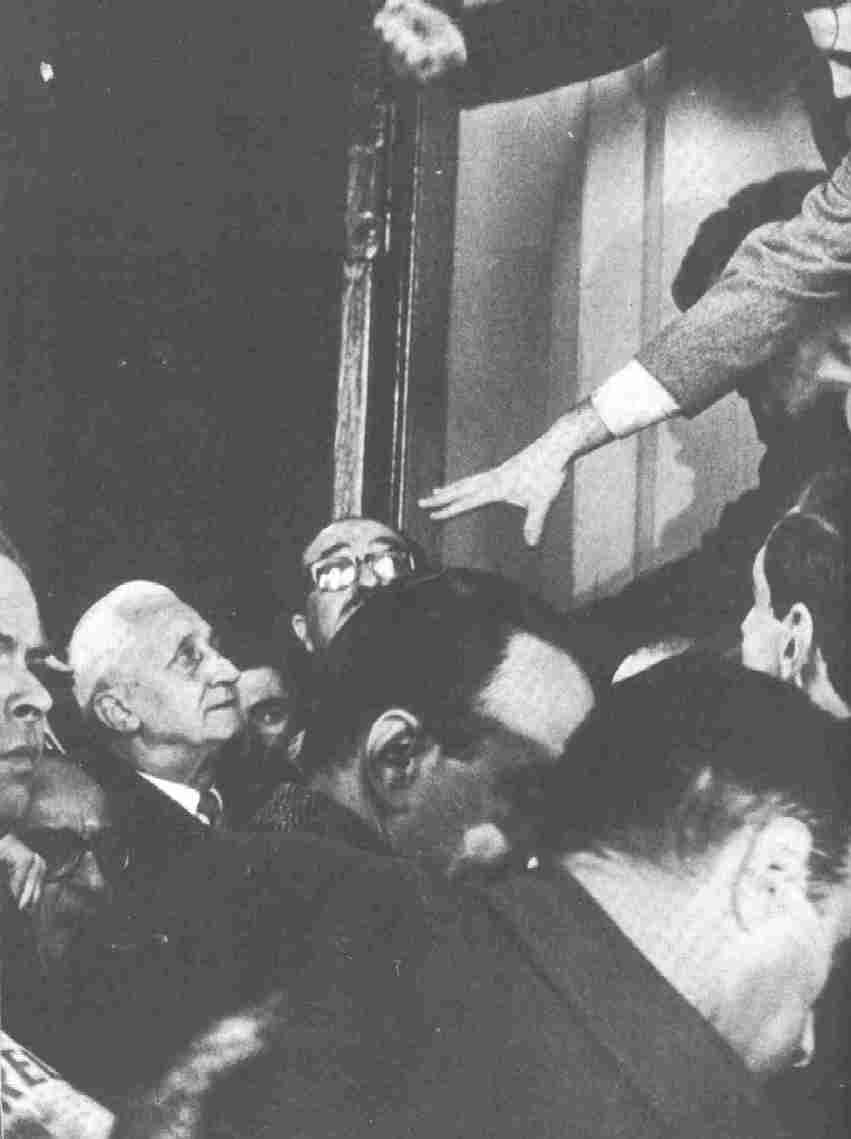
Illia abbandona la Casa de Gobierno dopo il suo rovesciamento nel 1966

Nel 1965 il governo convoca elezioni legislative, eliminando tutte le restrizioni che avevano pesato nella precedente fase.
In questo modo, il peronismo presenta le sue proprie liste di candidati e trionfa alle elezioni con 3'278'434 voti contro i 2'734'970 dell'Unión Cívica Radical del Pueblo.
Il trionfo del peronismo agita la situazione interna delle Forze armate argentine, tanto per l'esistenza delle fazioni militari e peroniste che avevano uno stretto vincolo politico tra di loro, come per l'esistenza di settori militari fortemente antiperonisti.
A questa situazione si aggiunge una forte campagna denigratoria del governo, sospinta da settori economici attraverso alcuni organi di stampa.
Molti giornalisti schierati danno il soprannome di "tartaruga" al presidente, descrivendo la sua gestione come impaurita e priva di energia, e invitando i militari a eliminare l'amministrazione del partito militare.
Tutto ciò aggrava seriamente la reale debolezza politica del governo.
La pianificazione del golpe che porterà al potere il Generale Juan Carlos Onganía è a carico del Comandante del Primer Cuerpo del Ejército, il Generale Julio Alsogaray, con l'accettazione dell'allora Comandante in Capo Pascual Pistarini. La idea del golpe non solo è reclamata da settori della stampa e appoggiata da fazioni di militari, ma anche dal sindacalismo e persino da politici come Oscar Alende e l'ex-presidente Arturo Frondizi.
Il 28 giugno del 1966 si produsse il golpe militare nel mezzo dell'indifferenza della cittadinanza. Il Generale Julio Alsogaray si presentò alle 5 di quel giorno nell'Ufficio presidenziale e "invitò" Illia a ritirarsi. Questi all'inizio si negò, ma alle 7:20, vedendo l'intrusione nell'ufficio di poliziotti con lanciagas e constatando che la Casa Rosada era circondata dalle truppe, Illia optò per ritirarsi.
Il giorno successivo Onganía assunse il potere.
Questo condusse a una serie di presidenti de facto di militari appoggiati dall'esercito. Alla fine, il generale Alejandro Lanusse, fu sostenuto nel 1971.
Questi decise nel 1973 di ristabilire la democrazia, in una atmosfera di continue proteste di peronisti della classe lavoratrice, convocando nuove elezioni.

### Il ritorno dei peronisti: Cámpora, Perón e Isabel Martínez (1973-1976)

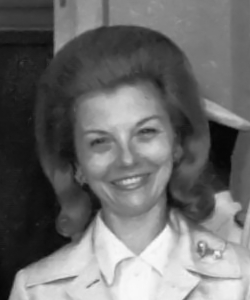
Isabelita Peron, presidente deposto nel 1976 da un golpe militare

L'11 marzo del 1973, in Argentina si svolsero le elezioni generali per la prima volta dopo dieci anni, con uno schiacciante trionfo del partito giustizialista, sebbene a Perón fosse stato vietato di presentarsi come candidato, vinte dal peronista Héctor José Cámpora.
Pochi mesi dopo, il 13 giugno dello stesso anno, il presidente Cámpora rinunciò per permettere nuove elezioni senza proscrizioni, nelle quali Perón, recentemente tornato dall'esilio, il 20 giugno del 1973 (giorno in cui si produce il cosiddetto "Massacro di Ezeiza" tra fazioni peroniste di destra e di sinistra), trionfò con un'ampia maggioranza nelle elezioni il 23 settembre 1973, con la moglie eletta vicepresidente. Perón, già malato, morì il 1º luglio del 1974.
Sua moglie, Isabel Martínez de Perón, gli successe al potere, ma l'amministrazione era minata dai problemi economici, i conflitti interni al partito e dal crescente terrorismo praticato da insorti e movimenti paramilitari. 
Due anni dopo, il 24 marzo 1976, un nuovo golpe militare, guidato dai capi delle forze armate prese il potere, che arrestarono la presidente, detenendola per cinque anni.

## La dittatura militare (1976-1983)
La dittatura militare ebbe inizio con il colpo di Stato militare del 24 marzo 1976, che rovesciò il governo democraticamente eletto di María Estela Martínez de Perón e tutte le autorità costituzionali, nazionali e provinciali, imponendo una giunta composta dai tre comandanti delle forze armate. 
L'Argentina tra il 1976 e il 1983 fu retta da diverse giunte militari. Si caratterizzò con una forte repressione dell'opposizione e numerose violazioni di diritti umani. Il primo ad assumere la presidenza fu il generale Jorge Rafael Videla, presidente de facto tra il 1976 e 1981, a cui successe il generale Roberto Eduardo Viola.

### La guerra delle Falkland-Malvinas
Nel 1982 l'Argentina iniziò una guerra per la sovranità sulle isole Falkland-Malvinas contro il Regno Unito. Era un tentativo di unire il paese su una disputa nazionalistica, ma la sconfitta delle truppe argentine, con la morte in combattimento di circa 600 soldati, fu un colpo durissimo per il regime militare.
La sconfitta portò al potere il generale Reynaldo Bignone e, alla fine del 1983, il regime fu costretto a cedere il potere a un governo liberamente scelto dai cittadini.

## Il ritorno alla democrazia
La sconfitta nella guerra delle Falkland obbligò il regime militare a convocare elezioni democratiche. Il 10 dicembre del 1983, si stimò il numero di detenuti scomparsi durante la dittatura (i cosiddetti desaparecidos) tra 15.000 e 30.000. Il segno più profondo delle dittature è stata la repressione su settori specifici della società, specialmente su quelli politicamente più attivi, per esempio i giornalisti e i sindacalisti.
Senza dubbio le violazioni massicce ai diritti umani, la cosiddetta guerra sporca, realizzata tra 1976 e 1983, così come una lunga tradizione di golpe militari, hanno reso molto complesso il processo di transizione alla democrazia, con esagerate insurrezioni militari.
Nel 1989, per la prima volta nella storia, un presidente di un partito consegnò il potere a un presidente di un altro partito. La situazione tornò a ripetersi nel 1999, mostrando un notevole consolidamento della democrazia in Argentina.
Inoltre, l'Argentina ha partecipato ad un importante cambio politico, istituzionale, ed economico, fondando il Mercosur con Brasile, Paraguay e Uruguay.
Senza dubbio, l'azione dei governi democratici si è dimostrata insufficiente per rispondere ai problemi socioeconomici della popolazione.
La povertà, che nel 1974 era del 5%, è salita al 25% nel 1983, al 45% nel 1989, arrivando ad un massimo del 56% nel 2002. La disoccupazione che era del 6% nel 1975, è salita all'8% nel 1989, al 18% nel 1995, arrivando ad un massimo del 31% nel 2002.

### Governo di Raúl Alfonsín (1983-1989)
Il 30 ottobre 1983 si realizzarono le elezioni per scegliere le autorità democratiche. Raúl Alfonsín, candidato dalla Unión Cívica Radical risultò eletto con il 52% dei voti, superando al Partido Justicialista (peronismo) che ottenne il 40%. Nel Parlamento, il radicalismo attenne la maggioranza nella Camera dei deputati ma il peronismo ottenne la maggioranza al Senato. Il 10 dicembre del 1983 entrò in carica il nuovo governo democratico.

#### Diritti umani, transizione alla democrazia e sollevazioni militari
Il governo di Raúl Alfonsín dovette affrontare il problema della transizione democratica in un paese con una lunga tradizione di governi militari, che era arrivato alla tragedia del terrorismo di Stato e alla guerra.
Il 15 dicembre 1983 Alfonsín emise i decreti 157 e 158. Con il primo ordinò di processare i dirigenti delle organizzazioni guerrigliere ERP e Montoneros; con il secondo si ordinò il processo contro le tre giunte militari che diressero il paese sin dal golpe del 1976 fino alla guerra delle Falkland-Malvinas
Lo stesso giorno creò la CONADEP (Comisión Nacional sobre la Desaparición de Personas, "Commissione Nazionale sulle Sparizioni di Persone"), formata da personalità indipendenti come Ernesto Sabato, Magdalena Ruiz Guiñazú, Graciela Fernández Meijide, Marshall T. Meyer, etc, con la missione di rilevare, documentare e registrare casi e prove di violazioni di diritti umani, per poter portare avanti il processo alle giunte militari.
Nel settembre del 1984 la CONADEP produsse il suo famoso rapporto intitolato “Nunca Más”. Il 4 ottobre del 1984 la Cámara Federal (tribunale civile) prese la decisione di spodestare il tribunale militare che stava processando le giunte per farsi carico direttamente del procedimento.
I pubblici ministeri furono Julio César Strassera e Luis Gabriel Moreno Ocampo. Il processo si svolse tra il 22 aprile e il 14 agosto 1985. Si trattarono 281 casi. Il 9 dicembre si lesse la sentenza che condannò Jorge R. Videla e Eduardo Massera all'ergastolo, Roberto Viola a 17 anni di prigione, a Armando Lambruschini a 8 anni di prigione e a Orlando Ramón Agosti a 4 anni di prigione. Per le sue caratteristiche, la condanna alle giunte militari da parte di un governo democratico costituisce un fatto senza precedenti nel mondo, che contrasta fortemente con le transizioni negoziate che ebbero luogo in quegli anni in Uruguay, Cile, Brasile, Spagna, Portogallo e Sudafrica.
Il governo di Alfonsín fu permanentemente minacciato dai settori delle Forze Armate che si negavano ad accettare di essere sottoposti a giudizio per le violazioni ai diritti umani durante il regime militare precedente. Nella Settimana di Pasqua del 1987 si produsse una grande ribellione militare guidata da giovani ufficiali che si denominavano "carapintadas".
Allo stesso tempo che i capi militari dimostravano di non essere disposti ad obbedire agli ordini del presidente Alfonsín e reprimere l'insurrezione, milioni di persone uscirono in strada per opporsi alla sollevazione militare. Durante vari giorni il paese fu al bordo di una guerra civile.
Alla fine Alfonsín, senza potere militare per frenare un colpo di Stato, negoziò segretamente con i leader militari una serie di misure per evitare che si realizzassero nuovi processi contro i militari per le violazioni dei diritti umani.
Queste misure si concretizzarono nelle famose leggi de Obediencia Debida e de Punto Final, ma solo dopo altre due insurrezioni militari nel corso del 1988 e un permanente stato di insubordinazione da parte delle Forze Armate.
Oltre all'incarceramento del reggimento di La Tablada, una città della Grande Buenos Aires, da parte di ex-integranti del MTD, presero la caserma con la forza e dovettero essere sloggiati dall'Esercito argentino e da forze di polizia.

#### Opera di governo
Durante il governo di Alfonsín si ristabilì l'autonomia universitaria interrotta nel 1966, si mise in marcia il Piano Nazionale di Alfabetizzazione e il Piano Alimentare Nazionale (PAN) e si approvarono le leggi della patria potestà condivisa (1985) e del divorzio (1987). Nel 1987 il Congresso approvò una legge di trasferimento della Capitale Federale a Viedma - Cármen de Patagones, come parte di un progetto per cambiare l'asse politico economico centralista che caratterizza l'Argentina, che terminò con un fallimento.
Sul piano internazionale, è rilevante:
- il protagonismo argentino nella creazione del Grupo Contadora, per unificare la posizione dei creditori per il trattamento del debito estero;
- gli accordi con il governo democratico del Brasile che si concluderanno posteriormente nella formazione del Mercosur (1991);
- la politica estera di appoggio ai processi di pace in America Latina e di aiuto ai governi democratici per consolidare il processo di transizione alla democrazia nella regione;
- La firma del Trattato di Pace e Amicizia tra Cile e Argentina (1985), che pose fine ad una disputa di frontiera con quel paese, con il quale l'Argentina fu vicina ad intraprendere una guerra nel 1978;
- La presidenza della 43º Assemblea generale delle Nazioni Unite (1989, Dante Caputo).

Nell'area economica Alfonsín entra in carica in un momento in cui si era in piena crisi mondiale per il debito estero. Durante il governo militare il debito argentino era cresciuto di 7.000 milioni di dollari nel 1976, a 66.000 milioni nel 1983. Inoltre, gran parte dell'apparato produttivo, soprattutto nel settore industriale, era in bancarotta. Di fronte a questa situazione Alfonsín decise di applicare nel 1985 un piano economico, il Plan Austral, che egli stesso qualificò come"economia di guerra".
Il Plan Austral riuscì durante un certo periodo a contenere l'inflazione, ma non poté risolvere i problemi strutturali presenti nell'economia argentina di quegli anni.
Il congelamento dei salari, la decisione iniziale di Alfonsín di attaccare i sindacati, la persistenza della legge sindacale fascista della dittatura, la identificazione dei sindacati con l'opposizione peronista, portarono a un lungo braccio di ferro tra il governo radicale e la CGT che si espresse con 13 scioperi generali. Il governo radicale finì per negoziare con i sindacati e approvando all'unanimità una nuova legge sindacale.
I gravi problemi economici si concretizzarono in un tasso di inflazione del 343% nel 1988 e la crescita di un processo di iperinflazione a partire da febbraio del 1989 superiore al 3000% annuale, che fece aumentare la povertà fino a raggiungere un record storico per quei tempi: 47,3% (ottobre 1989, Grande Buenos Aires).
In queste condizioni si realizzarono le elezioni presidenziali del 14 maggio 1989.
Trionfò il candidato dell'opposizione, il peronista Carlos Menem, con il 51% dei voti. La vastità del caos economico-sociale obbligò Alfonsín ad anticipare il passaggio delle consegne, dimettendosi l'8 luglio.
Per la prima volta nella storia argentina si realizzò una successione tra due presidenti eletti di differenti partiti politici.

### Governo di Carlos Menem (1989-1995 e 1995-1999)
Carlos Saúl Menem fu il primo peronista a vincere le elezioni presidenziali dopo Peron, e governò l'Argentina per due mandati tra il 1989 e il 1999.
Il suo primo mandato cominciò nel 1989 quando sconfisse di quasi 15 punti percentuali (47,2% a 32,4%) il radicale Eduardo Angeloz e ricevette l'incarico di governo l'8 luglio 1989, prendendo il controllo di un paese allo sbando, che attraversava una grave crisi economica e inflazionistica dopo il mandato di Raúl Alfonsín.
Menem, durante il suo primo mandato, si concentrò nello stabilizzare la situazione inflazionistica del paese. Perciò, promulgò la Ley de Convertibilidad, presentata dal ministro dell'Economia Domingo Cavallo, che aveva l'obiettivo di sancire l'equivalenza tra dollaro statunitense e peso argentino. Inoltre, privatizzò numerose imprese, aprì il commercio e firmò il Trattato di Asunción, che diede il via al Mercato Comune del Sud (Mercosur) con Brasile, Uruguay e Paraguay, con l'obbiettivo di formare un forte blocco economico sudamericano e stabilire un mercato comune tra i suoi membri.
Durante il suo primo mandato avvennero i tragici attentati all'Ambasciata d'Israele e alla AMIA nel 1992 e 1994 rispettivamente, nei quali morirono quasi 100 persone.
Nel 1995, dopo la riforma costituzionale del 1994, si candidò nuovamente alla elezioni presidenziali accompagnato da Carlos Ruckauf, vincendo per 20 punti percentuali al candidato del FREPASO, José Octavio Bordón.
Il secondo governo di Menem (1995-1999) si caratterizzò per l'aumento degli indici negativi, come la disoccupazione, la povertà e il lavoro nero. Inoltre il debito estero aumentò di quasi 82'000 milioni di dollari. Questi problemi continuarono a crescere e produssero in gran parte la caduta del presidente successore di Menem, Fernando de la Rúa.
Alla fine del 1998, quando la Corte Suprema decise che il Presidente Menem non potesse essere eletto per la terza volta consecutiva, che conclus eil mandato nel 1999 e iniziò una fase di recessione di quattro anni, che si convertì nella più lunga e distruttiva della storia dell'Argentina.
Carlos Menem tornerà a vincere le elezioni nella prima tornata elettorale nelle presidenziali del 2003, ma con una percentuale non sufficiente per essere nominato presidente. Si ritirerà quindi dal secondo turno di ballottaggio, permettendo l'insediamento dell'altro candidato peronista, Néstor Kirchner.

### Governo di Fernando de la Rúa (1999-2001)
Date le crescenti critiche al governo di Carlos Menem, fondati soprattutto sulla corruzione e la incapacità di combattere il flagello della disoccupazione, sorse una forza politica formata a partire da un accordo tra la Unión Cívica Radical (UCR) e il Frepaso, una confederazione formata dai partiti Frente Grande, Socialista Popular, Socialista Democrático, Intransigente e Demócrata Cristiano. Nel 1997 si realizza questa unione mediante la creazione della "Alianza para el Trabajo, la Justicia y la Educación" (alleanza per il lavoro, la giustizia e l'educazione), più conosciuta semplicemente come "Alianza" (Alleanza).
Delle sue file sorse la formula del radicale Fernando de la Rúa come candidato presidente, e vice Chacho Álvarez, vincitrice delle elezioni presidenziali del 24 ottobre del 1999 con il 48,5% dei voti, e un vantaggio di 10,5% sul giustizialista Eduardo Duhalde.
La campagna dell'accoppiata vincente era stata basata sulla lotta alla disoccupazione, la purificazione della corrotta struttura politica argentina, nella garanzia di mantenere la Ley de Convertibilidad che comandava che il valore del peso fosse equivalente a quello del dollaro. Il 10 dicembre presero il potere in mezzo a un grande fervore popolare, in un clima di speranza, anche tra coloro che non avevano votato il presidente de la Rúa.
Senza dubbio già dal discorso di presentazione, Fernando de la Rúa iniziò ad erodere la sua base politica, annunciando la necessità di una crescita delle imposte e di riforme della struttura statale.
Nonostante ciò, la fiducia nel nuovo governo non decadde.
Il gabinetto di ministri, a posteriori estremamente instabile, era composto tra gli altri da José Luis Machinea al Ministero dell'Economia, Ricardo López Murphy alla Difesa, Adalberto Rodríguez Giavarini alle Relazioni Esterne, Juan José Llach all'Istruzione, in un gabinetto formato da radicali, frepasisti e persino cavallistas, e con una grande quantità di economisti.
Senza dubbio, la situazione argentina, in materia economica e sociale era molto delicata: una disoccupazione che superava il 15% e che cresceva implacabilmente, criminalità nelle strade, sfiducia da parte dei mercati finanziari internazionali e un voluminoso debito estero erano alcuni dei principali temi urgenti nell'ordine del giorno del governo.
Dal Ministero dell'Economia avevano tracciato alcune misure finanziarie tendenti a incanalare il deficit fiscale, cercando principalmente il beneplacito del Fondo Monetario Internazionale (FMI) per anticipare un nuovo prestito.
A partire da febbraio 2001 grandi flussi di denaro iniziarono ad abbandonare il paese.
In una sorprendente decisione, il governo nominò Ministro dell'Economia Domingo Cavallo, che era identificato dall'opinione pubblica come un simbolo del governo di Menem. Il primo dicembre del 2001, Cavallo prende la decisione di imporre il corralito, una delle misure più impopolari del governo de la Rúa, direttamente correlata con la sua caduta.
Il cosiddetto corralito fu un pacchetto di misure economiche che imposero una bancarizzazione totale dell'economia, mediante il divieto di prelevare denaro contante depositato in banche pubbliche e private, cosa che penalizzò soprattutto il ceto medio.
Il pacchetto di misure aveva l'appoggio dei mercati e degli organismi finanziari internazionali e in vari ambiti politici ed economici locali, ma la popolazione iniziò a manifestare un enorme scontento.
Verso la metà del mese di dicembre si produssero alcuni moti tra le classi popolari di alcune città portati avanti dai denominati piqueteros.
Alcuni analisti politici attribuirono queste rivolte a un piano destabilizzatore orchestrato da alcuni leader politici contrari al governo di De la Rúa. Concretamente, come era accaduto anni prima durante i governi di Carlos Menem e Raúl Alfonsín, quest'ultimo della Unión Cívica Radical, lo stesso partito di De la Rúa, vari negozi nelle zone impoverite dell'interno del paese patirono saccheggi da parte dei settori della popolazione disoccupati e indigenti.

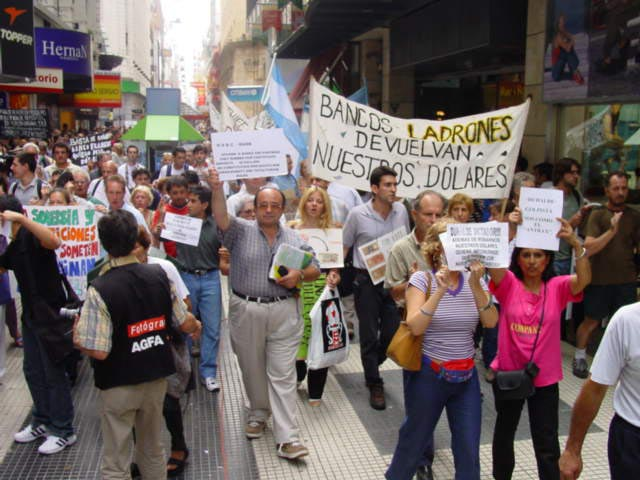
Il Cacerolazo

A partire dal 19 dicembre del 2001 si produssero le manifestazioni popolari conosciute come cacerolazo, che terminarono con la rinuncia del presidente de la Rúa. Durante il giorno si produssero in differenti punti del paese, con epicentro nella città di Buenos Aires, gravi disturbi e rivolte sociali. Ci furono scontri con la polizia, dei quali i più violenti furono quelli nei pressi della Casa de Gobierno, a Buenos Aires. Persero la vita almeno cinque persone.
Di fronte a questo scenario, il presidente decise di decretare lo stato di assedio, che sospende le garanzie costituzionali dei cittadini.
L'annuncio fu fatto in diretta televisiva dallo stesso De la Rúa.
Spontaneamente, migliaia di argentini uscirono per le strade percuotendo pentole, disgustati dalle recenti misure civili ed economiche. Pacificamente, la popolazione manifestò il proprio scontento durante tutta la notte, mentre la polizia tentava di allontanarli dalla Casa Rosada utilizzando gas lacrimogeno. Durante la notte si dimise il Ministro dell'Economia Domingo Cavallo.
Il 20 dicembre ci furono nuovi scontri tra polizia e manifestanti in Plaza de Mayo, di fronte alla Casa Rosada, e in altri punti del paese. Diverse persone persero la vita in questi scontri (si calcolano circa trenta morti nei differenti tafferugli).
Alle quattro dei pomeriggio il presidente pronunciò un discorso in televisione, convocando l'"unità nazionale" e offrendo al Partido Justicialista il governo del paese. Dopo la risposta negativa, Fernando de la Rúa, si dimise.

### Successione a De la Rúa
Dopo De la Rúa, assunse la presidenza della Nazione in forma ad interim il presidente provvisorio del Senato, Ramón Puerta.
Il giorno 23 dicembre si riunisce l'Assemblea Legislativa, che nomina come presidente provvisorio della Nazione il fino ad allora Governatore della Provincia di San Luis per il Partido Justicialista, Adolfo Rodríguez Saá.
Nel suo discorso al Congreso de la Nación, il presidente annuncia il "default", o cessazione dei pagamenti delle obbligazioni per il prestito ai differenti organismi internazionali di credito, e a privati che avessero in possesso i titoli del debito pubblico argentino.
Una serie di nuovi scontri, nella Casa de Gobierno e nel Congreso Nacional tra alcune fazioni più radicali dei manifestanti che continuavano ad accorrere agli edifici di governo, e le forze di sicurezza, misero nuovamente in scacco la sicurezza di questo nuovo governo.
Ci furono energiche condanne contro i membri della Corte Suprema di Giustizia, contro i membri del nuovo gabinetto, contro i senatori e i deputati, che non avevano l'appoggio popolare.
Lo slogan più ricordato dai manifestanti era il "che se ne vadano tutti" (que se vayan todos), che riassumeva lo scontento che attiravano i politici da parte della grande maggioranza della popolazione.
Alcuni scontri avvennero dentro il Palazzo del Congresso e si produssero piccoli incendi, rotture di vetri e di mobilio.
Senza l'appoggio di importanti governatori, persino di alcuni del suo stesso partito politico, l'effimero presidente della nazione, Rodríguez Saá, decide di presentare le sue dimissioni il 30 dicembre.

### Presidenza Duhalde
Il 30 dicembre assunse la presidenza provvisoria il presidente della Camera dei deputati Eduardo Camaño che convocò per il giorno dopo l'Assemblea legislativa argentina.
Il Partido Justicialista propose allora il senatore Eduardo Duhalde come presidente ad interim. Il 31 dicembre 2001 l'Assemblea Legislativa elesse a grande maggioranza, con 262 voti favorevoli, 21 contrari e 18 astenuti, e Duhalde assume l'incarico il giorno 2 gennaio del 2002. Applicò subito una serie di misure economiche e finanziarie per far fronte alla grave crisi, come la fine della parità peso - dollaro.
Resterà in carica fino al 25 maggio 2003.

### Governi di Néstor Kirchner e della moglie Cristina

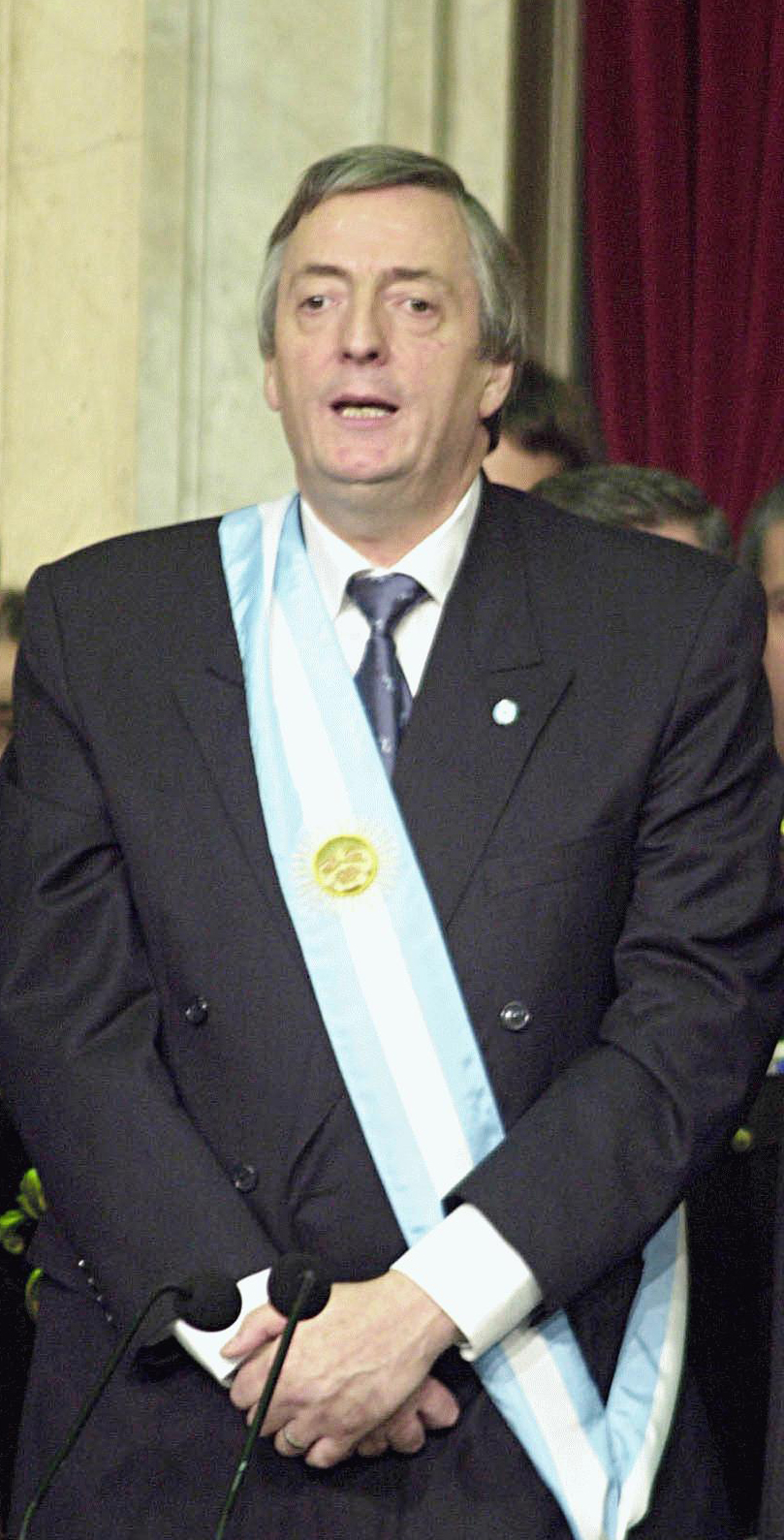
Néstor Kirchner

Il 27 aprile del 2003 si realizzò il primo turno delle elezioni presidenziali. Cinque candidati riunirono la maggioranza dei voti: Carlos Menem (24%), Néstor Kirchner (22%), Ricardo López Murphy (16%), Adolfo Rodríguez Saá (14%) e Elisa Carrió (14%), ma nessuno arrivò al 45% necessario per l'elezione al primo turno.
Carlos Menem, il candidato vincitore della prima tornata, non si presentò al secondo turno e fu pertanto eletto presidente Néstor Kirchner, che assunse il mandato il 25 maggio del 2003, fino al 2007.
Nelle elezioni di quell'anno non si presentò alla presidenza lasciando spazio alla moglie Cristina Kirchner. È stata eletta il 28 ottobre 2007 – con il 45,29% – come capo del Fronte per la Vittoria, il partito fondato assieme al marito, incarnante l'anima di sinistra del peronismo. È stata sostenuta anche da una coalizione formata da partiti di centro-sinistra chiamata Concertazione Plurale.
È stata confermata per un secondo mandato alle elezioni presidenziali del 3 novembre 2011 con una netta vittoria attestandosi al 54,11%.